# Jazz:West Records
Jazz:West Records est une filiale spécialisée dans le jazz fondée en 1954 par Herb Kimmel et la compagnie de disques californienne Aladdin Records.

## Histoire
En 1954, Jazz:West commence son programme avec deux albums de Jack Sheldon publiés dans le format 25 cm, normal pour l'époque. Ces sessions sont rééditées ensuite en un seul 30 cm.
Jazz:West continue ses activités jusqu'en 1957. certains albums ont été réédités dans les années 1980 par le label espagnol Fresh Sound Records

## Artistes
Ont enregistré pour Jazz:West Records, Art Pepper, Zoot Sims, John Coltrane, Paul Chambers, Kenny Drew, Philly Joe Jones, Larance Marable.